# Zwan
Zwan war ein 2001 gegründetes Projekt um Smashing-Pumpkins-Frontmann Billy Corgan, bei dem er unter dem Pseudonym Billy Burke aufgelistet wird. Die Band wurde aber bereits nach einem Album und einer Tour wieder aufgelöst.

## Bandgeschichte
Zwan entstand 2001 durch Zusammenschluss der Ex-Smashing Pumpkins Billy Corgan (Gesang, Gitarre) und Jimmy Chamberlin (Schlagzeug) mit dem ehemaligen Skunk- und Chavez-Mitglied Matt Sweeney sowie David Pajo (Gitarre/Bass, einem ehemaligen Mitglied von Slint und Tortoise).
Paz Lenchantin (Bass, ehemals A Perfect Circle) wurde im April 2002 als weiteres Mitglied in die Band aufgenommen.
Geplant war ein solches Projekt jedoch schon seit längerer Zeit, kannten sich Billy Corgan und Matt Sweeney doch schon seit den Arbeiten am Debüt-Album der Smashing Pumpkins, „Gish“. Ein Jahr nach Auflösung der Pumpkins begannen Zwan Ende 2001 unter den Namen The True Poets of Zwan und The Djali Zwan mit einer Tour durch kleinere Clubs in der Region um Los Angeles und San Diego. Während dieser Tour traten Zwan auf 4 Bühnen vor jeweils rund 500 Zuschauern auf und spielte aus einem Repertoire von bereits über 40 Songs vor, welches bis zum Ende der Band auf beeindruckende 91 Songs wachsen sollte, die allerdings zum Großteil nie in Studioversionen veröffentlicht wurden. Die Resonanz war durchweg positiv, was sich aber auch darin begründet, dass sich auf den intim arrangierten Zwankonzerten mehrheitlich Fans der Smashing Pumpkins einfanden.
Schließlich begannen die Arbeiten am Debüt, welches 2003 erschien, und der daran anschließenden Tournee. Das Anfang 2003 von Corgan angekündigte Projekt Zwan auch auf den CD-Veröffentlichungen in zwei parallele Bands aufzuteilen, nämlich in die True Poets of Zwan mit elektronisch verstärkter Musik, und in The Djali Zwan mit rein akustischer Musik (jedoch dem identischen Line-Up) wurde schließlich nicht mehr umgesetzt. Kurz vor ihrem letzten Live-Auftritt vor Publikum am Nuke-Festival in Österreich am 13. Juni 2003 sagen sie die restlichen Shows der Tournee ab. Ende August gibt Paz Lenchantin ihren Ausstieg bekannt, weniger als einen Monat später existiert die Band Zwan nur mehr in den Köpfen ihrer Fans.
Neben dem Album Mary Star of the Sea und Single-Auskopplungen der Songs Honestly und Lyric haben Zwan Beiträge zum Soundtrack des Films Spun geliefert, welcher bisher jedoch nicht als CD veröffentlicht wurde. Auf diesem Soundtrack ist u. a. auch The Number of the Beast (im Original von Iron Maiden) zu hören, welches sich auch als B-Seite auf der Single zu Honestly findet.
Zwan erinnert vor allem durch die prägnante Stimme von Sänger Billy Corgan sehr stark an die Smashing Pumpkins, kann jedoch nicht als direkte Anknüpfung an diese angesehen werden. Corgan betonte stets die Eigenständigkeit von Zwan und machte dies letztlich auch musikalisch deutlich. Entsprechend vielseitig beeinflusst wurde Zwan auch durch die facettenreichen Hintergründe der Mitmusiker. Dementsprechend wirkten die Klänge des Debüt-Albums nicht durchgängig düster wie auf manchen Alben der Pumpkins, sondern im Gegenteil sogar fröhlich bis euphorisch. Auch in den Texten der einzelnen Songs lassen sich deutliche Unterschiede zu den Pumpkins feststellen. Live zeichnete sich die Band vor allem durch lange, fast progressive Jam-Sessions der drei Gitarristen aus.

## Diskografie

### Studioalben
| Jahr | Titel                | Höchstplatzierung, Gesamtwochen, AuszeichnungChartplatzierungen (Jahr, Titel, Platzierungen, Wochen, Auszeichnungen, Anmerkungen) | Höchstplatzierung, Gesamtwochen, AuszeichnungChartplatzierungen (Jahr, Titel, Platzierungen, Wochen, Auszeichnungen, Anmerkungen) | Höchstplatzierung, Gesamtwochen, AuszeichnungChartplatzierungen (Jahr, Titel, Platzierungen, Wochen, Auszeichnungen, Anmerkungen) | Höchstplatzierung, Gesamtwochen, AuszeichnungChartplatzierungen (Jahr, Titel, Platzierungen, Wochen, Auszeichnungen, Anmerkungen) | Höchstplatzierung, Gesamtwochen, AuszeichnungChartplatzierungen (Jahr, Titel, Platzierungen, Wochen, Auszeichnungen, Anmerkungen) | Anmerkungen                           |
| Jahr | Titel                | DE | AT | CH | UK | US | Anmerkungen                           |
| ---- | -------------------- | --- | --- | --- | --- | --- | ------------------------------------- |
| 2003 | Mary Star of the Sea | DE17 (6 Wo.)DE | AT44 (4 Wo.)AT | CH50 (5 Wo.)CH | UK33 (3 Wo.)UK | US3 (11 Wo.)US | Erstveröffentlichung: 28. Januar 2003 |

### Singles
| Jahr | Titel Album                   | Höchstplatzierung, Gesamtwochen, AuszeichnungChartplatzierungen (Jahr, Titel, Album, Platzierungen, Wochen, Auszeichnungen, Anmerkungen) | Höchstplatzierung, Gesamtwochen, AuszeichnungChartplatzierungen (Jahr, Titel, Album, Platzierungen, Wochen, Auszeichnungen, Anmerkungen) | Höchstplatzierung, Gesamtwochen, AuszeichnungChartplatzierungen (Jahr, Titel, Album, Platzierungen, Wochen, Auszeichnungen, Anmerkungen) | Höchstplatzierung, Gesamtwochen, AuszeichnungChartplatzierungen (Jahr, Titel, Album, Platzierungen, Wochen, Auszeichnungen, Anmerkungen) | Höchstplatzierung, Gesamtwochen, AuszeichnungChartplatzierungen (Jahr, Titel, Album, Platzierungen, Wochen, Auszeichnungen, Anmerkungen) | Anmerkungen                        |
| Jahr | Titel Album                   | DE | AT | CH | UK | US | Anmerkungen                        |
| ---- | ----------------------------- | --- | --- | --- | --- | --- | ---------------------------------- |
| 2003 | Honestly Mary Star of the Sea | DE86 (1 Wo.)DE | — | — | UK28 (2 Wo.)UK | — | Erstveröffentlichung: Februar 2003 |
| 2003 | Lyric Mary Star of the Sea    | — | — | — | UK44 (2 Wo.)UK | — | Erstveröffentlichung: Juni 2003    |